# Seileinband

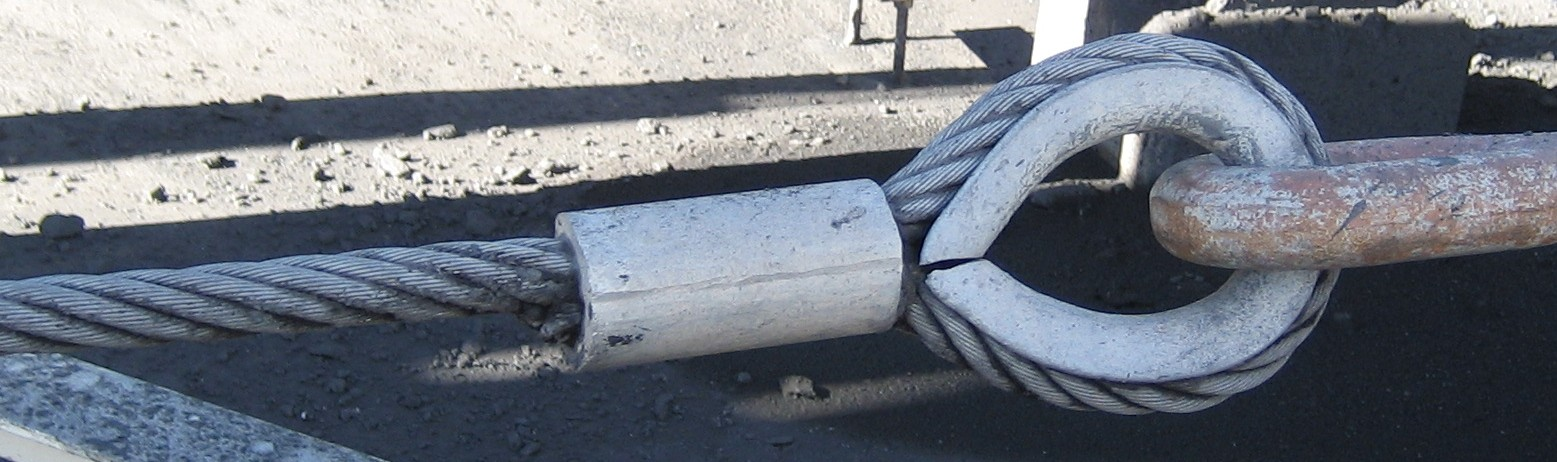
Kausche mit Pressklemme

Der Seileinband, auch Seilendverbindung genannt, ist eine Drahtseilverbindung, die es ermöglicht, Drahtseile mit Konstruktionsteilen oder anderen Festpunkten zuverlässig und weitestgehend seilschonend zu verbinden. Da Drahtseile nicht, wie beispielsweise Hanfseile, geknotet werden dürfen, ist der Seileinband als Hilfsmittel zur Seilbefestigung erforderlich.

## Arten von Seilendverbindungen
Bei der Gestaltung von Seileinbänden werden unterschiedliche Techniken angewandt. Es gibt verschiedene Arten von Seileinbänden,  Kauscheneinband, Seilschloss, Vergossene Seilhülse und Verpresste Stahlhülse.

## Kauscheneinband
Eine Kausche, auch Kausch genannt, ist ein ringförmig oder birnenförmig ausgebildeter Haltekörper, der auch als Kauschenherz bezeichnet wird. Die Kausche dient als Verstärkung des sogenannten Seilauges. Mit der Kausche wird eine sichere und zuverlässige Befestigung für das Drahtseil erzielt. Beim Kauscheneinband mit Klemmen kommt es durch die Seileinquetschung zu einer Verringerung der Mindestbruchkraft des Seiles.

### Kausche mit Bügelklemmen

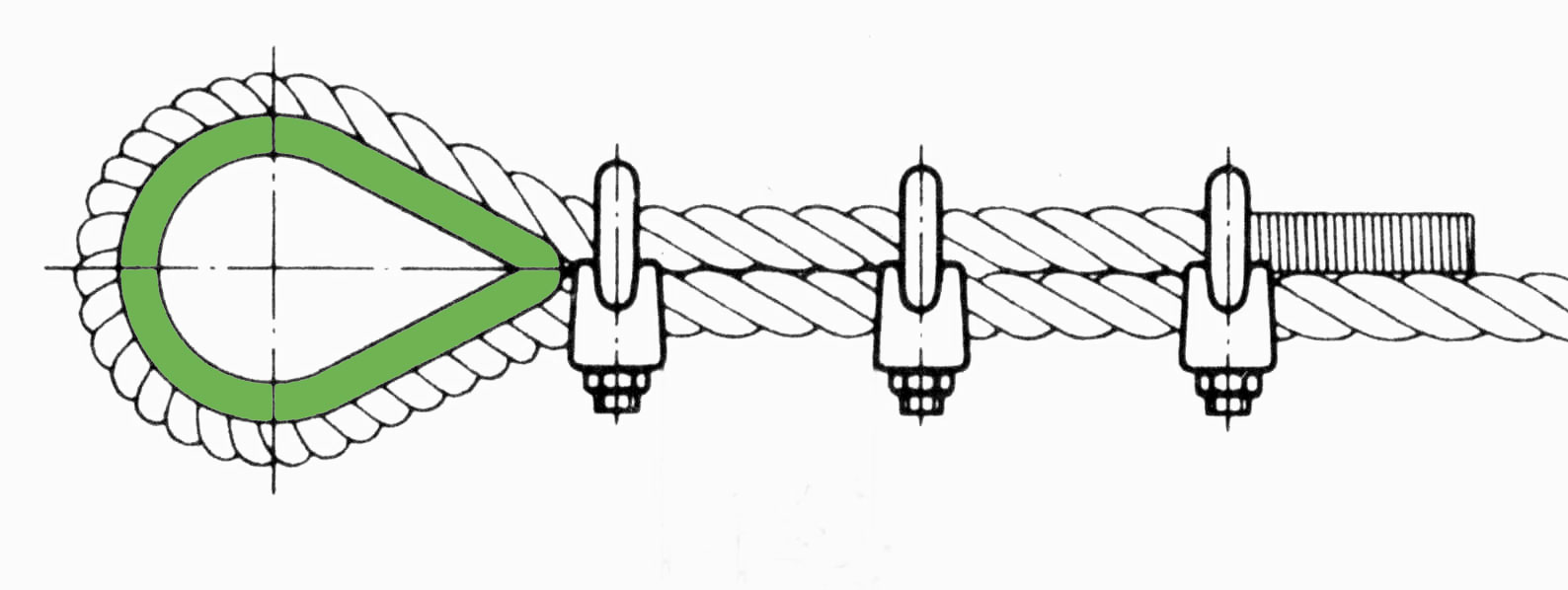
Kausche mit Bügelklemme

Bei dieser Art des Kauscheneinbandes wird das Drahtseil um das Kauschenherz gelegt und anschließend wird das Seilende mit dem Gegenstrang mittels Bügelklemmen (Drahtseilklemmen) befestigt. Die Bügelklemmen werden so angeschraubt, dass die Klemmbügel auf dem nicht tragenden Seilteil und die Klemmbacken auf dem tragenden Seilteil sitzen. Obwohl die Verbindung mittels Bügelklemmen relativ einfach ist, ist sie jedoch sicherheitstechnisch ungünstig, da an der Berührungsstelle Drahtseil-Klemmbügel hohe Biege- und Druckspannungen auftreten. Nachteilig ist auch, dass das Drahtseil an den Bügelklemmen durchlaufen kann, wenn die Bügelklemmen nicht fest genug angezogen wurden oder wenn der Seildurchmesser bei hohen Belastungen abnimmt.

### Kausche mit Spleißverbindung

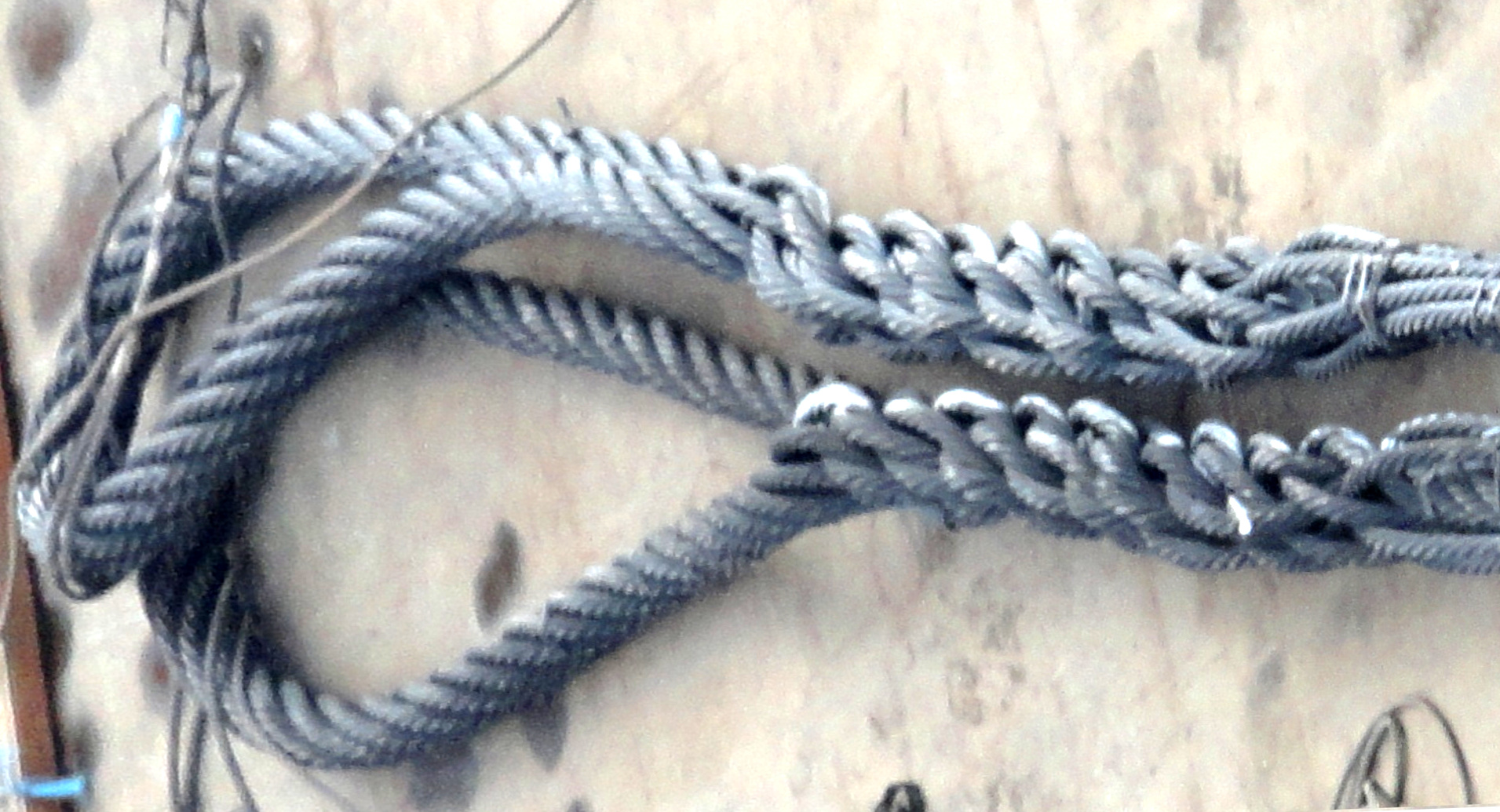
Stahlseilspleißverbindung, allerdings ohne Kausche

Bei diesem Kauscheneinband wird anstatt Bügelklemmen eine Spleißverbindung verwendet. Vorteilhaft bei dieser Kauschenverbindung ist die gute Kraftübertragung. Allerdings ist sie nicht für Drahtseile mit unterschiedlicher Schlagrichtung geeignet. Die Herstellung der Spleißverbindung ist sehr aufwendig. Außerdem kann dieser Kauscheneinband nur von speziell in der Spleißtechnik geschulten Fachkräften erstellt werden.

### Kausche mit flämischem Auge (gespleisst)
Bei der Kausche mit flämischem Auge wird das Seilende zunächst in Hälften mit je drei Litzen geteilt. Anschließend wird die Stahlseele halbiert. Die Seilhälften werden anschließend um das Kauschenauge gelegt und zu einem vollständigen Verband verseilt. Zusätzlich werden die Litzenenden durch konische Stahlpressklemmen mit konischem Ansatz gesichert. Vorteilhaft ist bei dieser Art des Seileinbandes ist, dass im Fall des Versagens der Pressklammer trotzdem noch eine Mindestbruchfestigkeit von 60 % bestehen bleibt. Allerdings ist das flämische Auge nur als Seileinband für Seile mit Stahlseele geeignet.

### Kausche mit Pressklemme

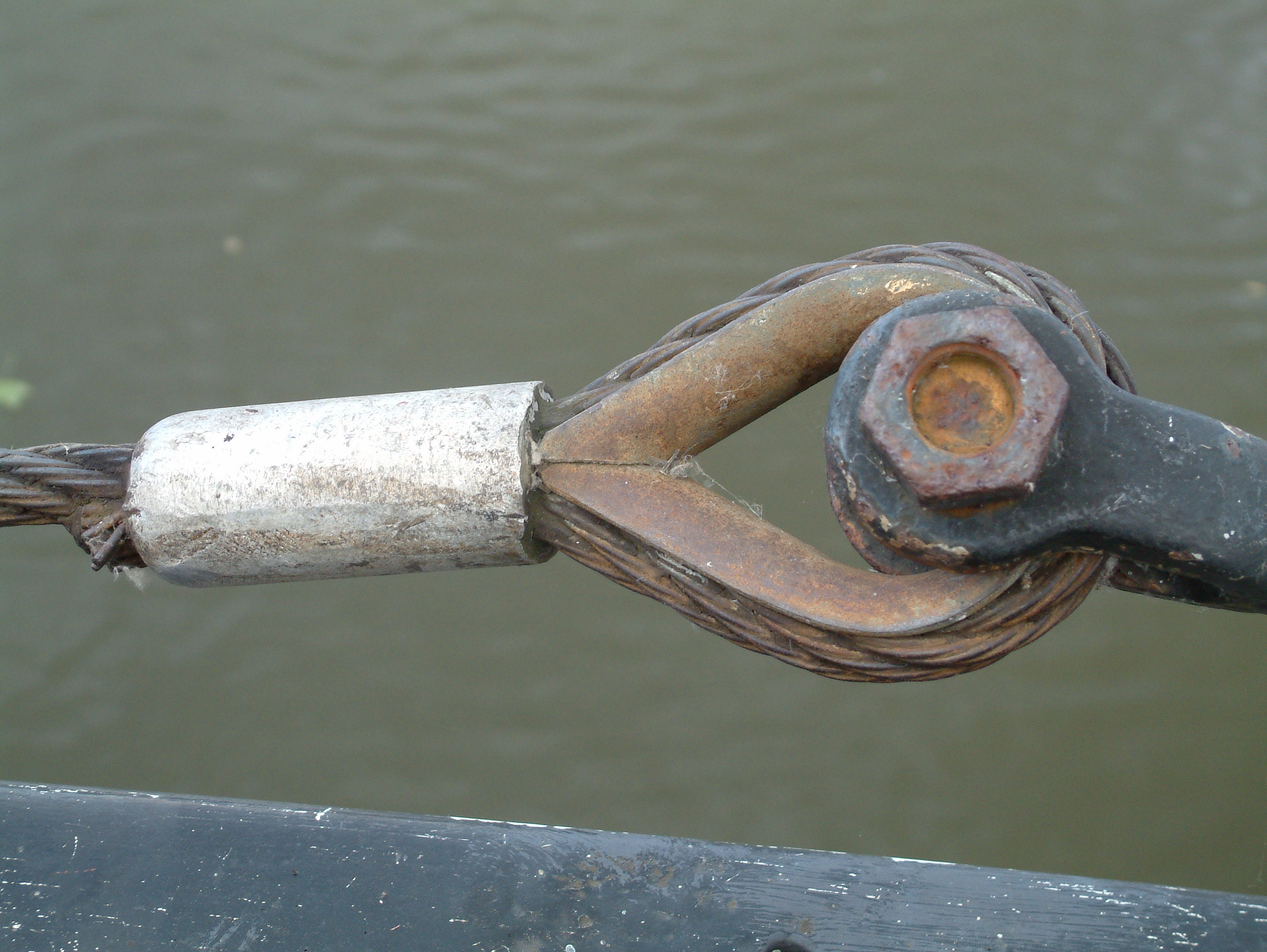
Kausche mit Pressklemme

Hierbei wird das Seilende mittels einer Pressklemme mit dem Gegenstrang verbunden. Die Pressklemme besteht in der Regel aus einer Aluminiumlegierung. Die Pressklemme wird mittels hohem Druck auf die beiden Seilstücke gepresst. Durch die Pressung wird Formschluss und eine sehr gute Kraftübertragung zwischen Pressklemme und Seil erreicht. Allerdings wird spezielles Werkzeug erforderlich, zudem ist das Aufbringen der Klemme bei großen Seilquerschnitten aufwendig.

## Seilschloss

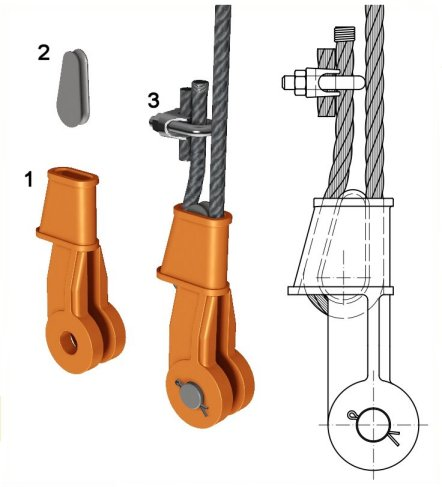
Keilendklemme mit Gabelkopf

Ein Seilschloss oder Keilendklemme besteht aus einem keilförmigen Gehäuse und dem Keil. Der Keil ist lose und wird bei der Montage in die Seilschlaufe gelegt. Ist die Klemme montiert, erhöht die Zugkraft des Seils die Haltekraft des Keils noch weiter. Das Seilende wird mittels Endklemmen am Seil gesichert.

## Verpresste Stahlhülse

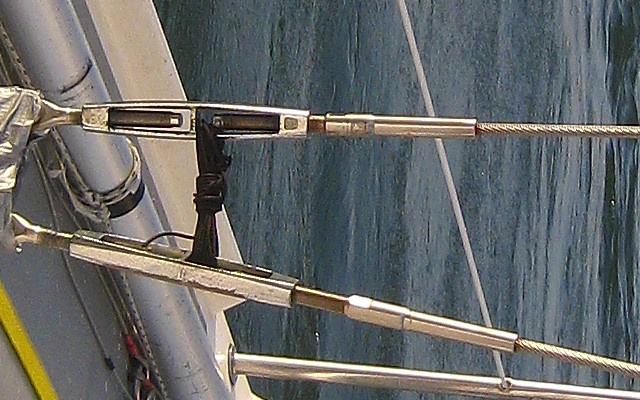
Stahlseil mit verpresster Stahlendhülse und Spannschloss

Für größere Zugkräfte oder aus ästhetischen Zwecken können Stahlseile in einer Stahlhülse verpresst werden. Im Gegensatz zur Aluminiumversion mit Kausche geschieht das ohne Gegenstrang. Statt der Kausche sind Anschlüsse als Gabelkopf, Öse oder Gewinde erhältlich.

## Vergossene Seilhülse

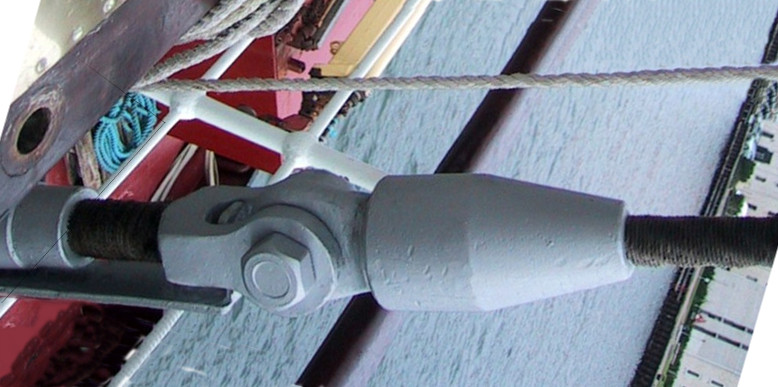
Vergusshülse

Bei dieser Seilverbindung wird das Seilende in der Seilhülse, auch Seilbirne genannt, vergossen. Damit die Verbindung genügend Zugfestigkeit besitzt, wird das Seilende nach dem Einführen aufgeflochten, außerdem ist die Seilhülse konisch geformt. Damit es nicht zu unerwünschten sicherheitstechnischen Veränderungen der Seileigenschaften kommt, erfolgt das Vergießen der Verbindung mit Materialien, die eine unter 500° liegende Schmelztemperatur besitzen. Die Kraftübertragung vom Seil auf die Seilhülse ist nach dem Abkühlen sehr gut. Das Vergießen der Seilendhülsen kann nur von besonders geschulten Fachleuten durchgeführt werden, außerdem werden spezielle Werkzeuge und Einrichtungen benötigt. Seilhülsen gibt es als Gabelseilhülsen und als Ösenseilhülsen. Rundlitzenseile und offene Spiralseile werden meist bis zu einem Durchmesser von ca. 40 mm mit Pressfittingen als Endverankerungen versehen, größere Seil-Durchmesser und vollverschlossene Spiralseile werden jedoch mittels metallischer Legierungen in Stahlhülsen vergossen.